# Bent (filme)
Bent é um filme britânico/japonês de 1997 que mostra a trajetória de um rapaz homossexual na Alemanha nazista. Dirigido por Sean Mathias, e baseado na peça de mesmo nome, o filme conta com Clive Owen, Lothaire Bluteau, Ian McKellen, Nikolaj Coster-Waldau, Mick Jagger, Brian Webber e Jude Law no elenco.

## Sinopse
Se trata de uma adaptação para o cinema da famosa peça de Martin Sherman sobre a vida dos homossexuais na época áurea do nazismo. No campo de concentração de Dachau, Max (Clive Owen) tenta esconder sua homossexualidade usando uma estrela amarela, que identificava judeus, no lugar do triângulo rosa, usado para "marcar" os homossexuais, mas se apaixona por Horst (Lothaire Blutheau) um prisioneiro homossexual que usa com orgulho seu triângulo rosa.

## Recepção da crítica
Bent tem recepção favorável por parte da crítica especializada. Possui tomatometer de 67% em base de 21 críticas no Rotten Tomatoes. Tem 79% de aprovação por parte da audiência, usada para calcular a recepção do público a partir de votos dos usuários do site.